# Боровки (Свердловская область)
Боровки — деревня, входящая в муниципальное образование «Городской округ Сухой Лог» Свердловской области России.

## География
Деревня Боровки муниципального образования «Городского округа Сухой Лог» расположена в 10 километрах (по автотрассе в 13 километрах) к востоку от города Сухой Лог, в истоке реки Боровуха (правого притока реки Пышма).

## История
Деревня основана в конце XVII века.

## Население
| 2002 | 2010 |
| ---- | ---- |
| 37   | ↗76  |